# Пигела

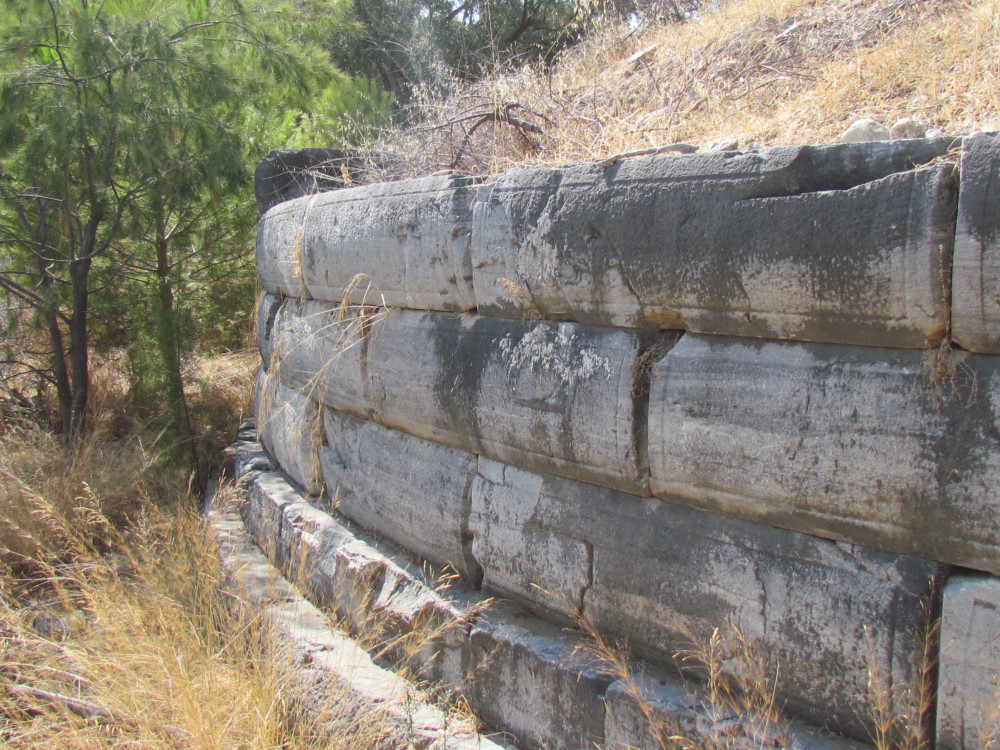
Залишки стародавнього муру в Пигелі

Пигела, Фигела (хет. Piggaya, дав.-гр. Πύγελα, дав.-гр. Φύγελα) — стародавнє іонійське містечко на узбережжі Кайстрійської затоки у Лідії, на південний захід від Ефеса.

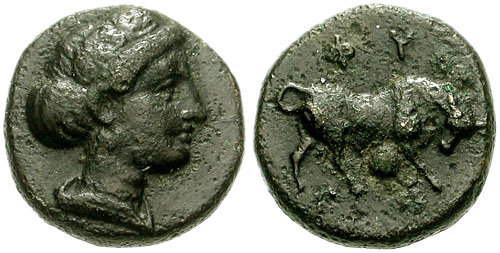
Монета, карбована в Пігелі (350—300 рр. до н. е.)

Засновано за хеттських часів. Грецька легенда називала засновником Пигели Агамемнона, який залишив тут частину своїх вояків, вражених хворобою сідниць (дав.-гр. πυγαί), що нібито мало пояснювати грецьку назву міста. Римські автори, такі яr Помпоній Мела та Пліній Старший виводили ім'я Пигали з дав.-гр. φυλὴ у значенні «втеча», «втікач» — на згадку про те, що місто було засноване втікачами.
З архаїчної доби було відоме храмом Артеміди Муніхії — можливо, грецькі переселенці саме так переосмислили поширений в цих місцях до їхнього приходу культ Кібели.
За класичних часів Пигела була самостійним містом-державою і входила до Делоського союзу.
Місцеве вино хвалив Діоскорид.
На території античного міста зараз існує турецьке місто Байраклідеде.